# Кос (плато)
Кос (на френски: Causses е група от няколко обособени от дълбоко врязани речни долини плата, разположени в южната част на Централния Френски масив, западно от планината Севени. Надморската им височина варира от 700 до 1200 m. Ясно обособени са три плата, разделени от горното течение на река Тарн (десен приток на Гарона) и левият ѝ приток Дурби. В административно отношение се простират на територията на департаментите Аверон и Лозер. Цялото плато е изградено от мощен слой от варовик, смачкан и преобразуван в наклонени гънки. Има множество карстови форми (пещери, карови полета, ували, понори и др.). Склоновете му са стръмни, дълбоко разчленени (до 500 – 700 m) от тесни речни долини, в които бликат десетки карстови извори. Покрито е с рядка предимно ксерофитна тривисто-храстова растителност и малки масиви от дъбови, букови и борови гори.